# Bengt-Owe Jansson
Bengt-Owe Roland Jansson, född 29 mars 1931 i Visby, död 29 mars 2007, var en svensk ekolog. Han disputerade 1968 vid Stockholms universitet där han senare blev professor i marinekologi och blev 1976 ledamot av Vetenskapsakademien.
Han var gift med systemekologen AnnMari Jansson.